# Combronde
Combronde település Franciaországban, Puy-de-Dôme megyében. Lakosainak száma 2142 fő (2022. január 1.). Combronde Jozerand, Artonne, Beauregard-Vendon, Charbonnières-les-Vieilles, Montcel, Saint-Myon és Teilhède községekkel határos.

## Népesség
A település népességének változása:
| Lakosok száma | 2098 | 2170 | 2223 | 2206 | 2198 | 2170 | 2143 | 2148 | 2142 |
|               | 2013 | 2015 | 2016 | 2017 | 2018 | 2019 | 2020 | 2021 | 2022 |